# Gotická architektura v Česku

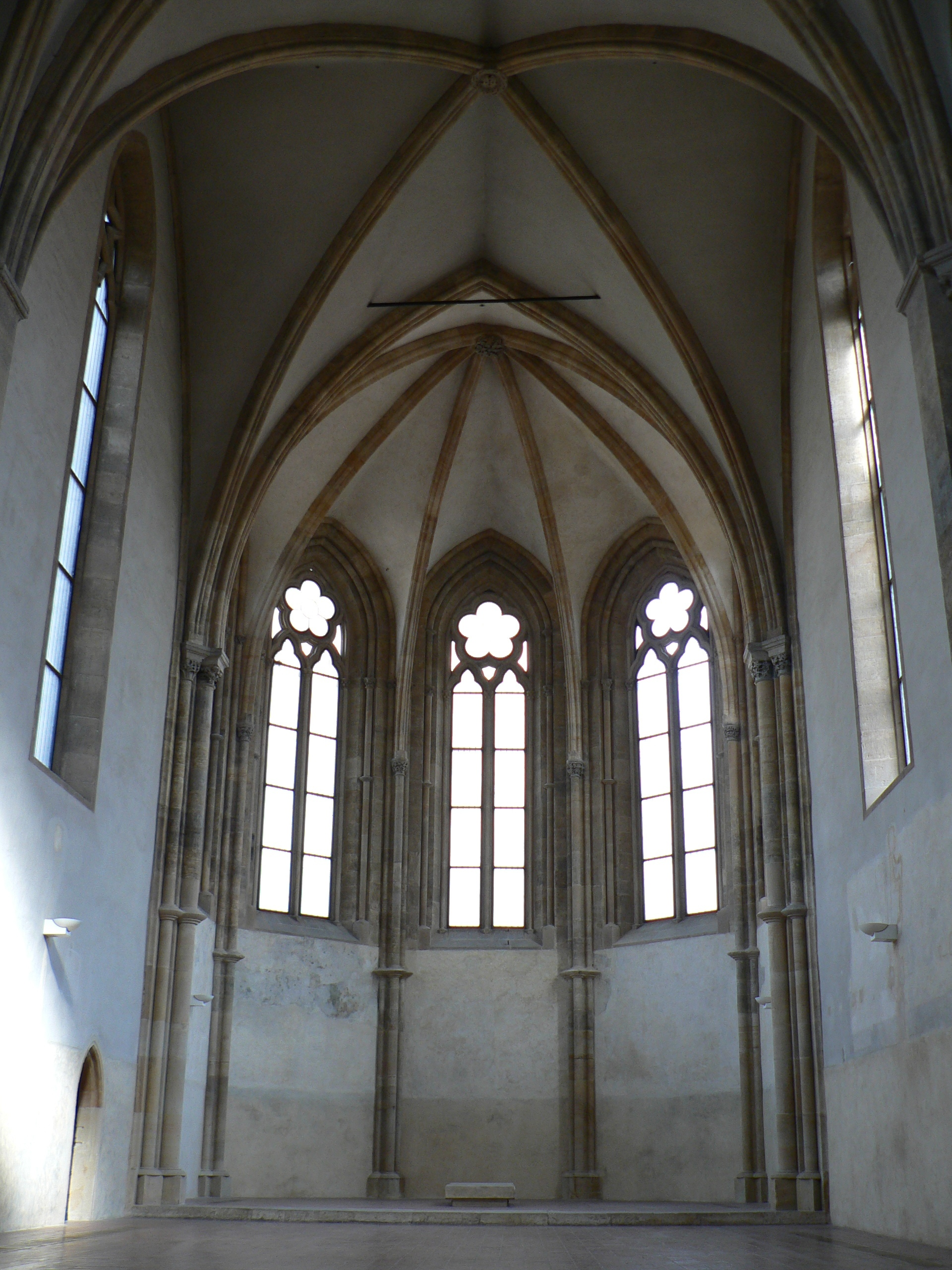
Raně gotický kostel sv. Salvátora v Anežském klášteru v Praze

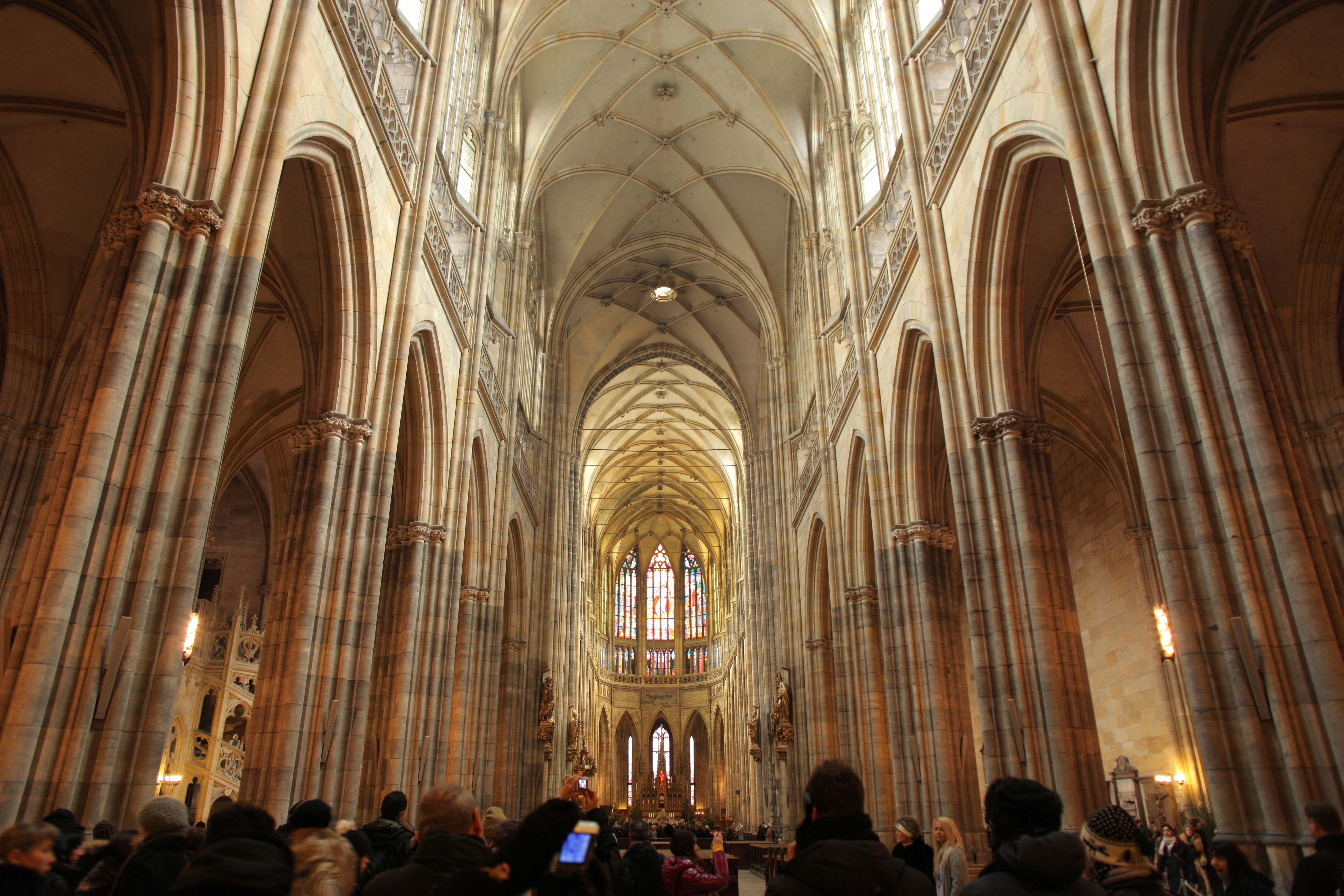
Vrcholně gotická klenba katedrály sv. Víta v Praze

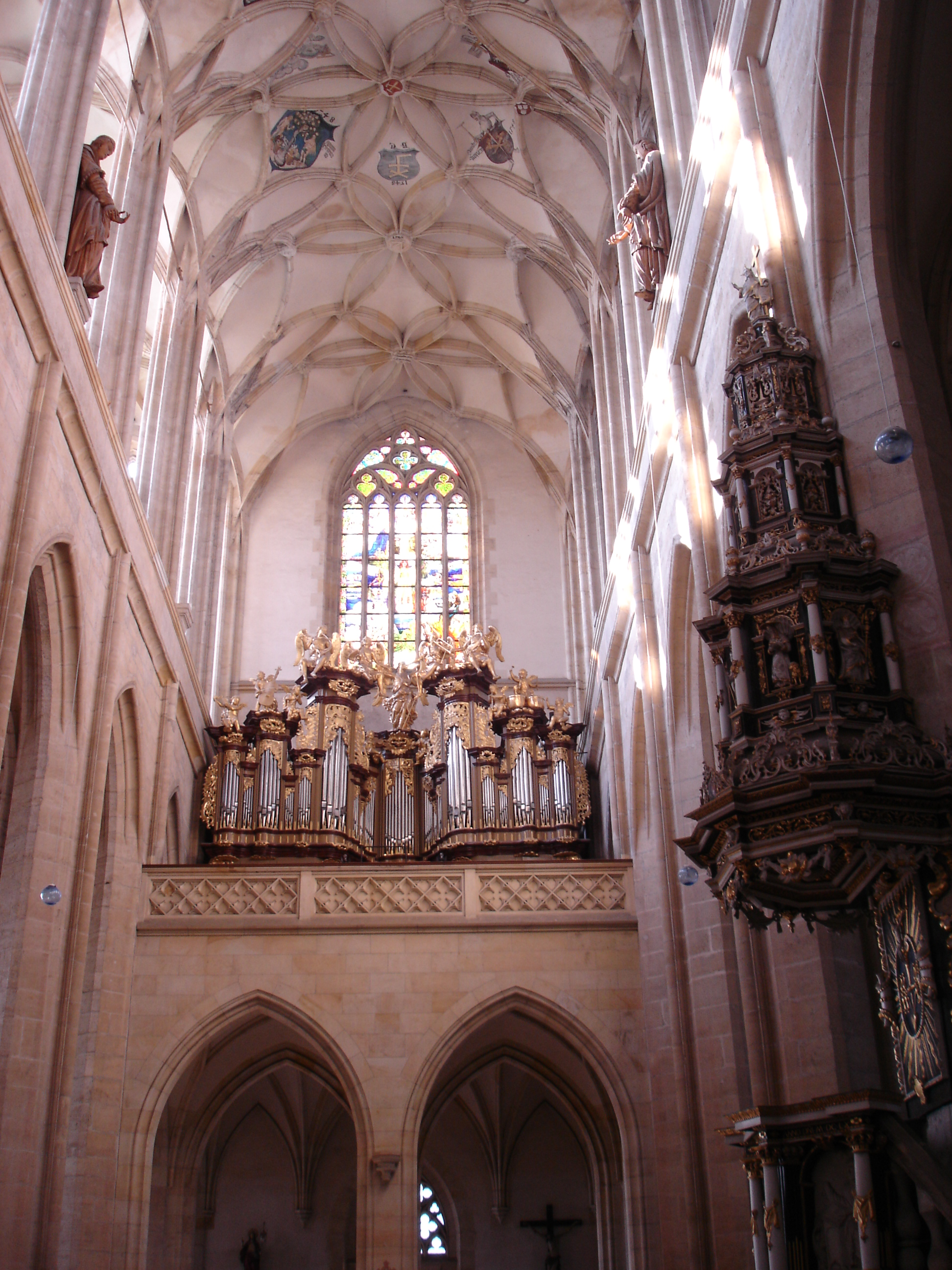
Pozdně gotický interiér chrámu sv. Barbory v Kutné hoře

Gotická architektura v Česku tvoří významný úsek v dějinách české architektury. Její vývoj lze rozdělit do tří základních období – rané gotiky, vrcholné gotiky a pozdní gotiky. Nejvýznamnější stavby jsou svázány s činností královské (dvorní) huti, s činností předních šlechtických rodů (Rožmberkové, Pernštejnové) a se stavebními podniky nově zakládaných měst. Zpočátku byly významné vlivy cisterciáckých staveb a klasické francouzské gotiky, postupně došlo k vývoji svébytného stylu, který vstřebal ohlasy umění saského a podunajského. Vyvinuly se dokonce specifické typy staveb, jako dvoulodní jihočeské kostely. K nejvýznamnějším architektům patří Petr Parléř a Benedikt Rejt.

## Počátky gotiky
První náznaky gotiky se na českém území objevují na začátku 13. století, zpočátku jako ojedinělé gotické prvky (jako lomený oblouk) na jinak románských stavbách nebo jako izolované raně gotické stavby bez vztahu k domácí tradici. První naší gotickou stavbou je monumentální trojlodní halový kostel premonstrátského kláštera v Teplé, která zároveň stojí na počátku vývoje českých síňových kostelů.

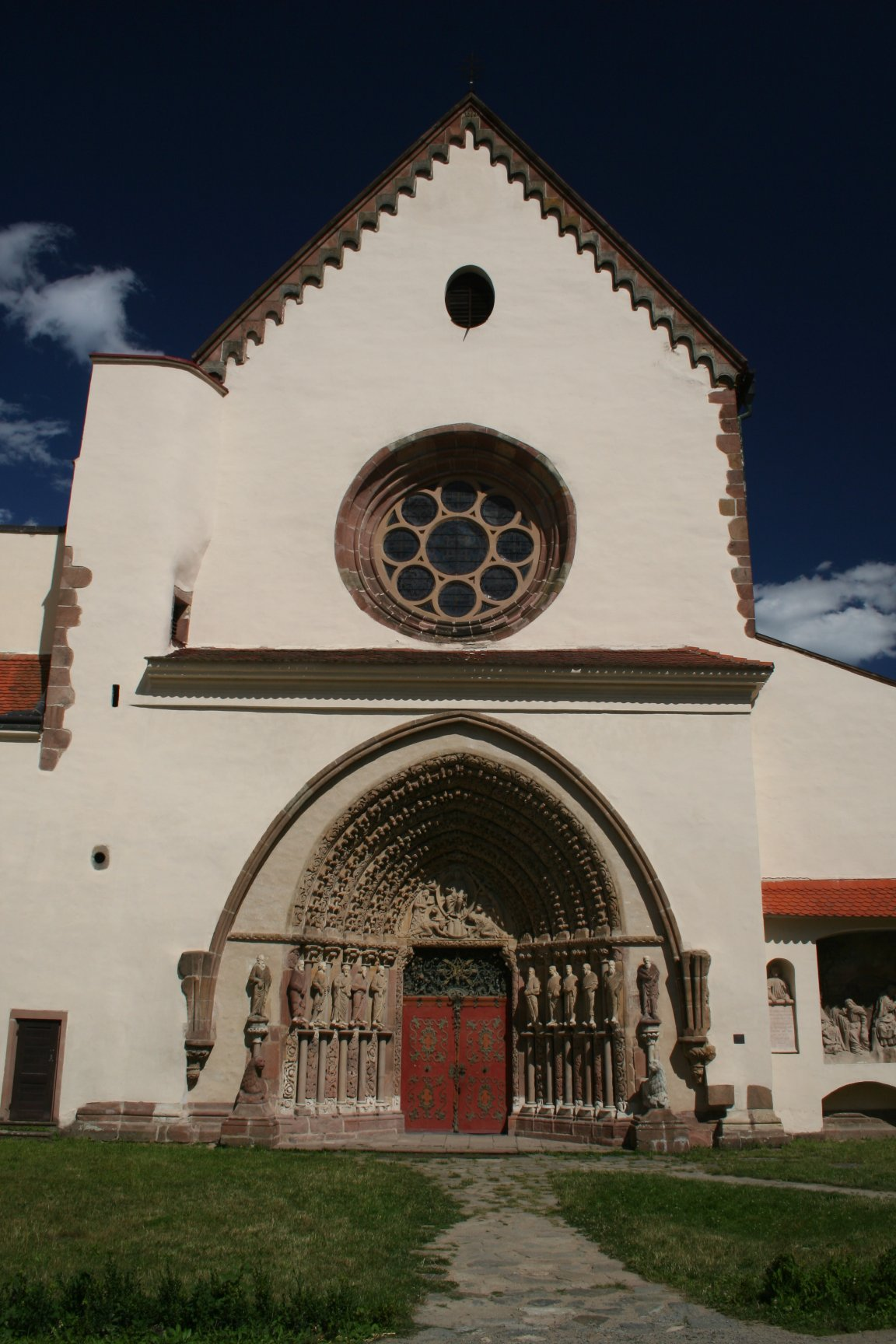
Portál kláštera Porta Coeli

### Klášterní stavby
- Osek, kapitulní síň
- Předklášteří u Tišnova
- Oslavany, přestavba

### Počátky městské gotické architektury
Kolem roku 1240 se začínají objevovat první městské gotické stavby. K nejvýznamnějším zástupcům patří budovy Anežského kláštera v Praze na Starém Městě a ojedinělý soubor tří jihlavských síňových kostelů (minoritský, dominikánský a farní). Tyto stavby mají velký význam pro další vývoj našich síňových kostelů.

### První hrady
Od poloviny 13. století se začíná rozvíjet budování opevněných sídel – hradů a kamenných tvrzí. Z této doby se dochovala většinou jako jádra skrytá pod pozdějšími přestavbami. Nejvýznamnější z nich jsou Svojanov, Zvíkov, Jindřichův Hradec, Buchlov, Týřov, Bezděz a další.

### Venkovské kostely
Ve 13. století vzniká na českém území řada staveb, charakterizovaných většinou pravoúhlým presbytářem, masívní křížovou žebrovou klenbou a plochostropou lodí. K příkladům patří kostely v Nové Roli, Rácově, Vimperku (hřbitovní kostel), Vlčicích, kostel svatého Vavřince v Bohdalově (gotický presbytář je sakristií dnešního kostela) aj.

## Období Přemysla Otakara II.

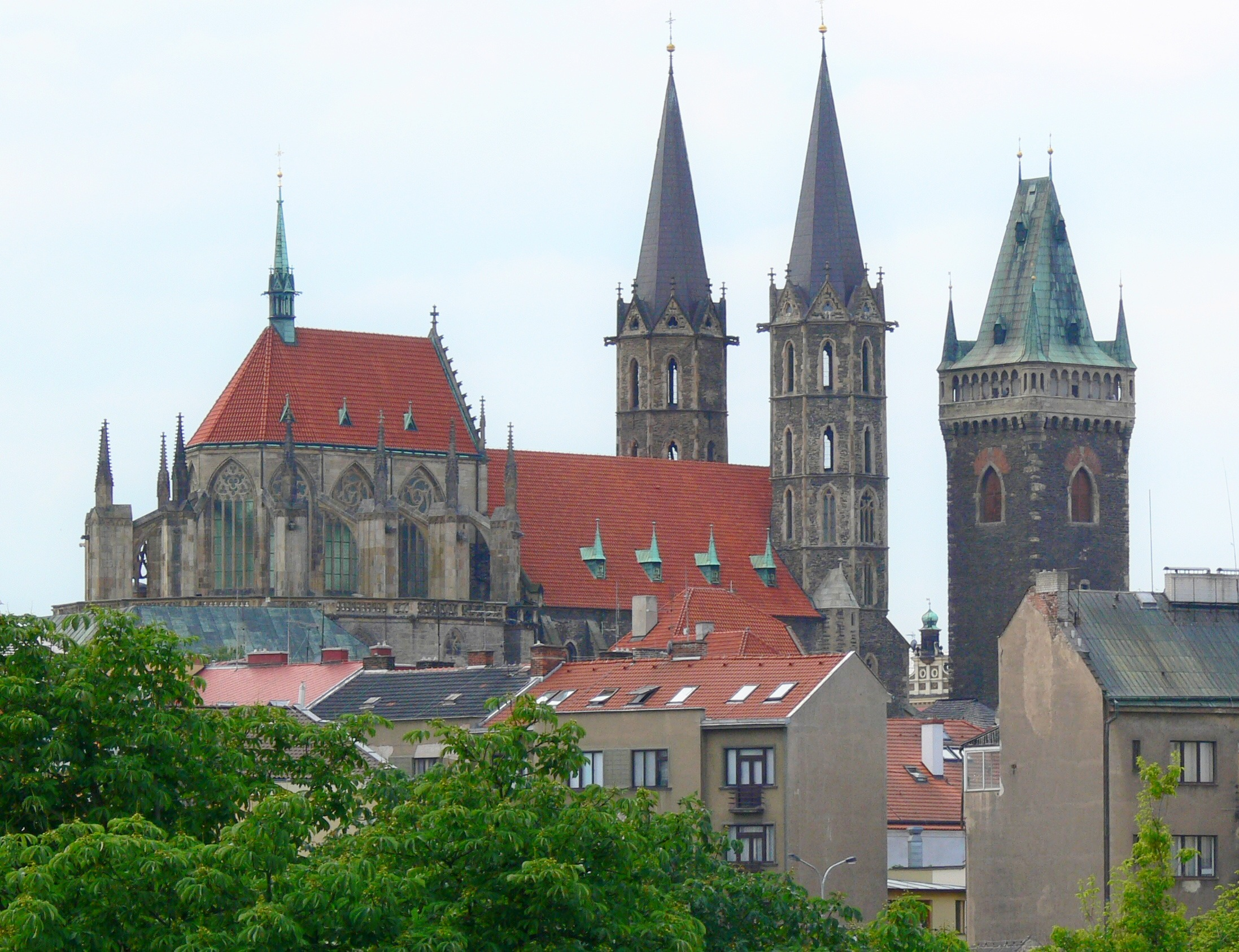
Chrám sv. Bartoloměje v Kolíně

Za vlády Přemysla Otakara II. (1253–1278) došlo k rozšíření gotické architektury na celé území a na širokou škálu staveb. Ohniskem stavební činnosti byla nově zakládaná města a královské i šlechtické hrady. Do 50. let převládaly vlivy rané cisterciácké gotiky, od 60. let se začal projevovat také vklad klasické francouzské gotiky, z jejichž vzájemného prolnutí vzešel specifický regionální styl.

### Raně gotické kostely
U kostelních staveb dochází k rozvoji opěrného systému, v oknech se objevují trojlisté a čtyřlisté kružby, u portálů se prosazuje gotické členění. Klenbu nesou většinou svazkové přípory. K nejvýznamnějším stavbám tohoto období patří farní kostel v Písku, dílo královské huti ovlivněné cisterciáckou gotikou. Klasickou francouzskou gotikou jsou ovlivněny farní kostely v Kolíně a Kouřimi a minoritský kostel v Chebu. Na Moravě vznikají nejvýznamnější stavby za olomouckého biskupa Bruna ze Schauenburku (základ olomouckého dómu, kostela sv. Mořice v Olomouci a kostela sv. Mořice v Kroměříži). U vesnických staveb přežívá stále přechodný styl, v zásadě se neliší od prvních gotických staveb tohoto typu.

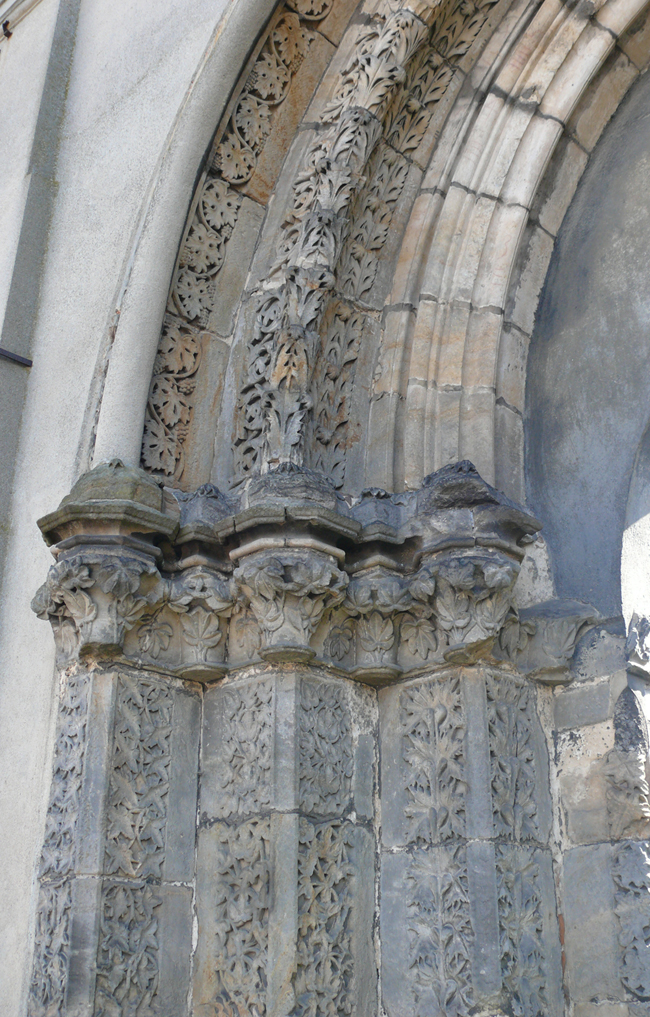
Detail zbytků severního vstupního portálu opatského chrámu v Hradišti

### Raně gotické kláštery
K nejvýznamnějším klášterním stavbám patří (dnes často přestavěné) budovy ve Žďáru nad Sázavou a Hradišti nad Jizerou (s unikátním portálem), dále kláštery v Plasích, na Strahově, v Polici nad Metují a Dalešicích.

### Raně gotické hrady
K nejvýznamnějším stavbám patří řada královských i šlechtických hradů dvou typů:
- hrady s obdélným jádrem – Písek (dnes torzo), Zvíkov, Špilberk v Brně, Kadaň, Horšovský Týn (s nádhernou hradní kaplí)
- hrady s podélným půdorysem, často daným terénem – Bezděz, Osek (Riesenburk), Křivoklát, Veveří, Buchlov

### Raně gotické synagogy
Podobně jako kostely, se v gotice stavěly i synagogy židovských obcí, s menšími stavebními odchylkami diktovanými využitím stavby. Jedinou dochovanou raně gotickou synagogou v Česku je Staronová synagoga v Praze (nejdéle dosud fungující synagoga na světě).

## Nástup vrcholné gotiky za Václava II.

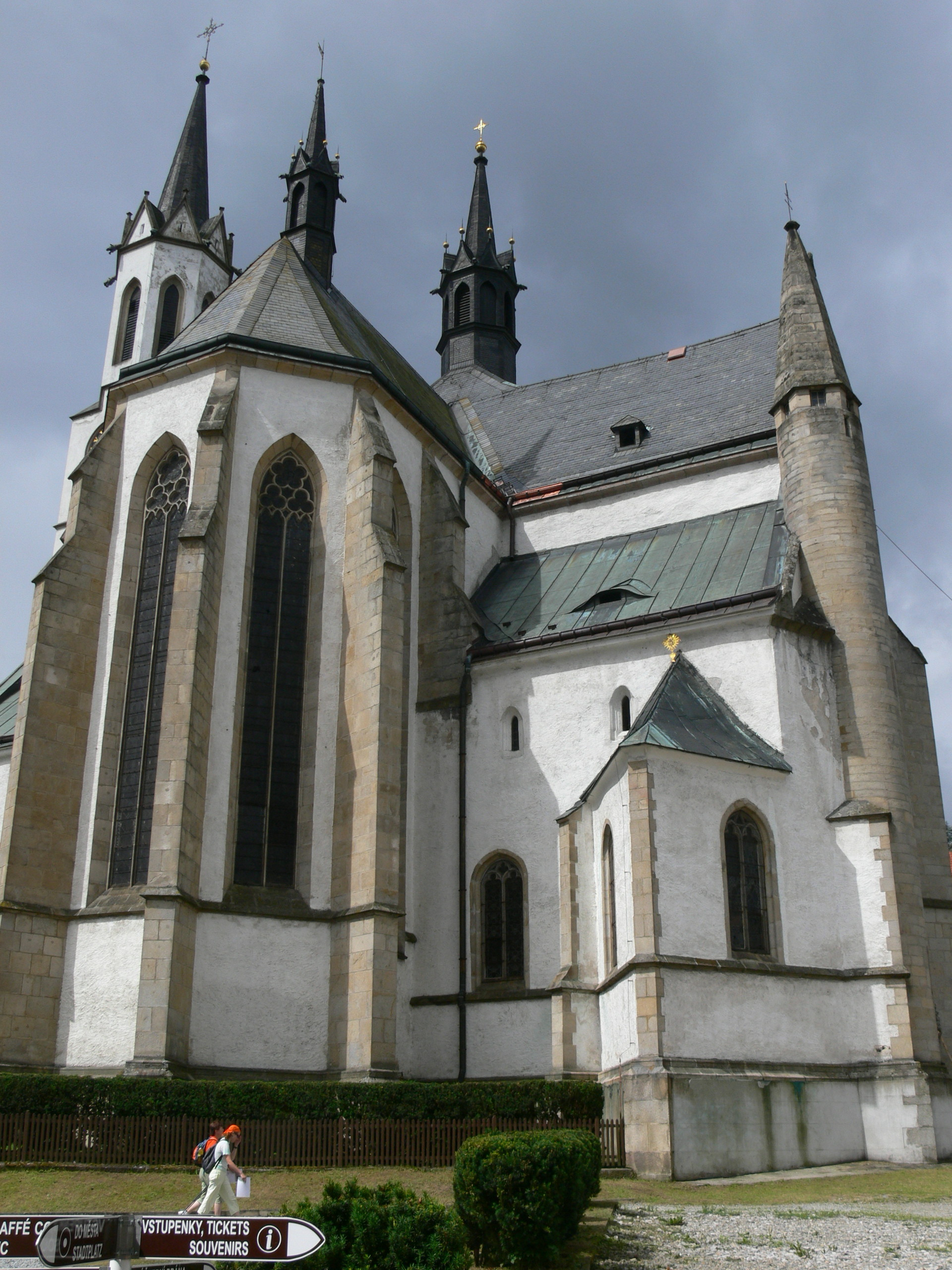
Klášterní kostel ve Vyšším Brodě

Za vlády Václava II. dochází v gotické architektuře zhruba kolem roku 1290 k ostrému zlomu. Dosavadní hmotné stavby jsou vystřídány stavbami s výrazným vertikalismem a hloubkovým rytmem. Okna se rozšiřují, dříve oblé laloky kružeb se zaostřují. Opěráky dosahují nahoru až k hlavní římse. Nastupuje období vrcholné gotiky, kdy i v našich zemích vznikají díla evropské úrovně.

### Kláštery
Střední Evropa se stává centrem stavitelství cisterciáckého řádu. V jižních Čechách vznikají nedaleko od sebe dvě vrcholná díla – klášter ve Vyšším Brodě a klášter Zlatá Koruna. Další cisterciácké klášterní komplexy vyrůstají v Sedlci u Kutné Hory (později barokně upraven J. Santinim), Zbraslavi u Prahy a Starém Brně.

### Hrady

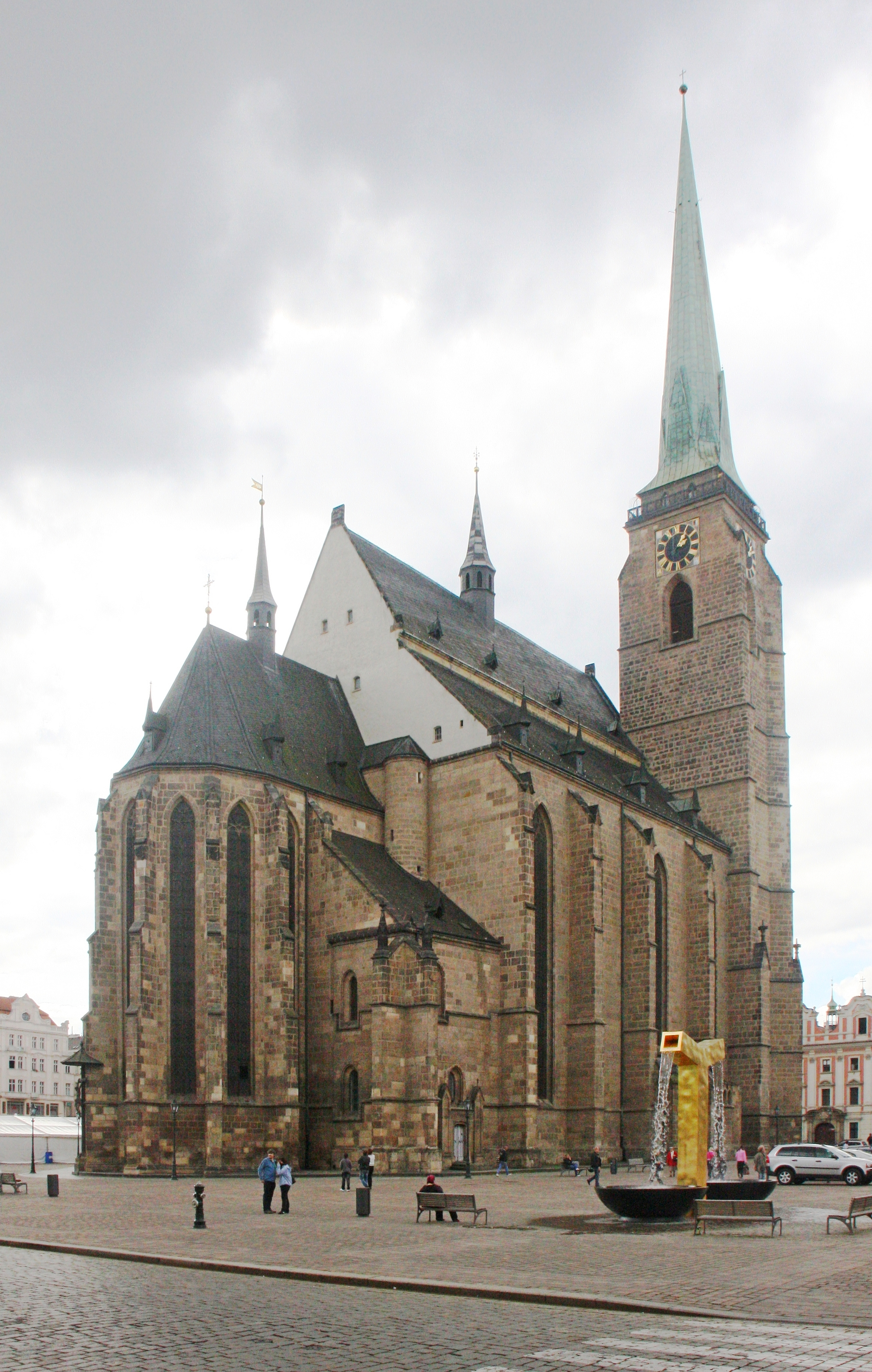
Katedrála svatého Bartoloměje v Plzni

Na začátku vrcholné gotiky dochází k dostavbě a nové výstavbě řady významných hradů – Bezděz, Hasištejn, Starý Jičín, Házmburk, Cimburk, Prácheň, Konopiště, Kotnov (v Táboře), Kokořín aj.

### Kostely

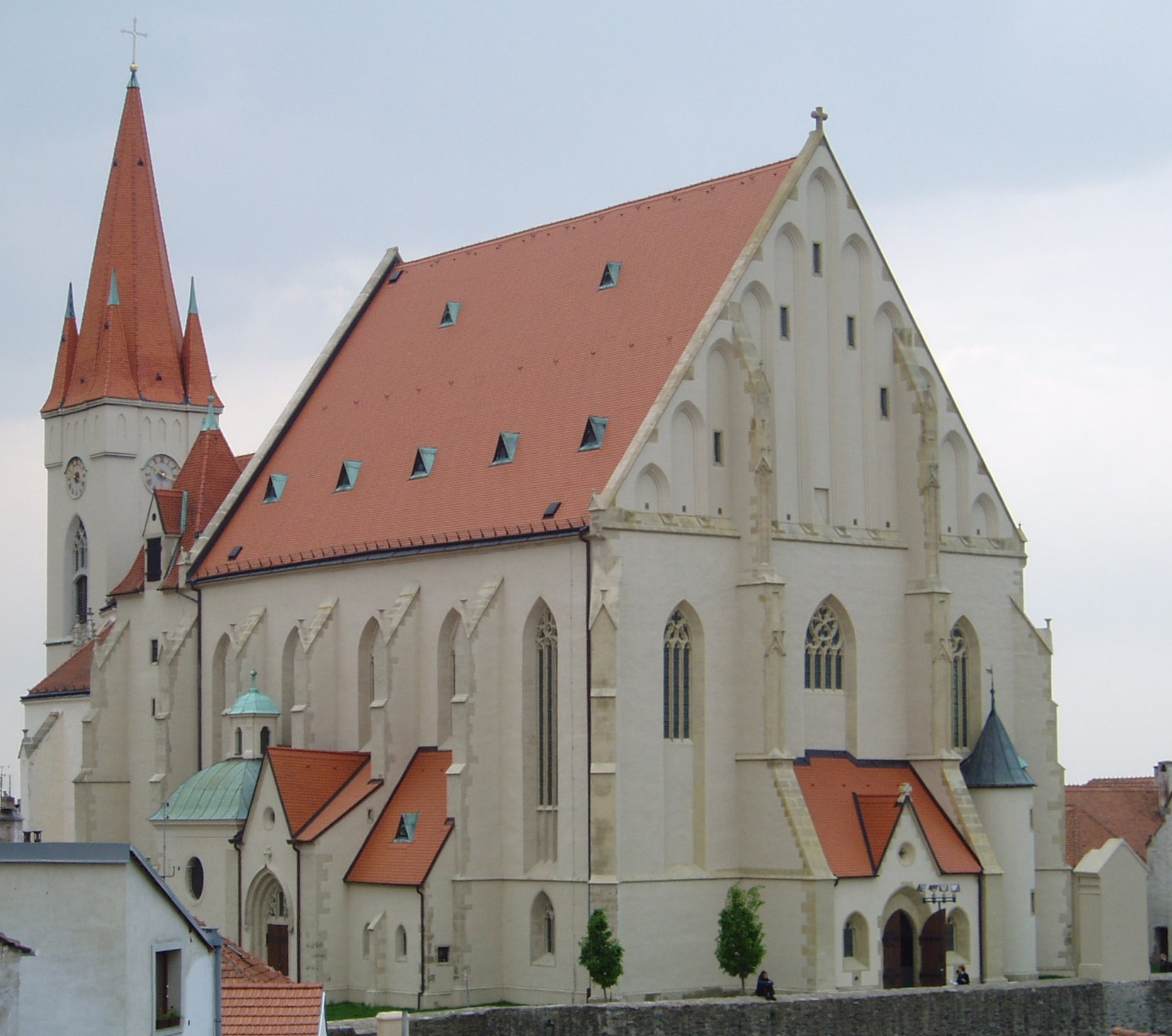
Kostel sv. Mikuláše ve Znojmě

K nejvýznamnějším kostelním stavbám tohoto období patří kostel sv. Tomáše v Praze, kostely v Nymburce, kostel sv. Bartoloměje v Plzni a dominikánský kostel v Českých Budějovicích.

### Venkovské kostely
V architektuře venkovských kostelů dochází ke změně typu, stavby s pravoúhlým presbytářem jsou nahrazovány pokročilejšími kostely s kněžištěm pětiboce uzavřeným.

## Vrcholná gotika v době Karla a Václava IV.
S příchodem Karla IV. začíná v českých zemích činnost řady francouzských hutí, na něž postupně naváží další mistři. V architektuře dochází k zobecnění obdélného tvaru oken a portálů, objevují se plaménkové kružby a nové klenební vzorce (hvězdová, síťová klenba). Dochází k dalšímu výškovému a hloubkovému rozvinutí staveb, ve městech je ovšem trend často opačný. Mizí bazilikální stavby a dochází k rozšíření staveb síňových. K nejvýznamnějším podnikům patří budování nové katedrály na pražském hradě.

### Petr Parléř a jeho dílna

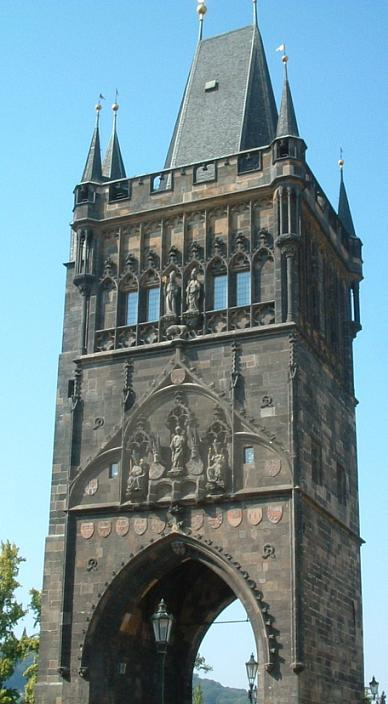
Staroměstská mostecká věž

Po smrti Matyáše z Arrasu přichází v roce 1356 do Prahy Petr Parléř a pokračuje ve výstavbě katedrály sv. Víta na Pražském hradě. V jeho díle se objevují nové prvky, které se později rozšíří na řadu staveb – dynamické plaménkové kružby, hvězdové a síťové klenby, visuté svorníky. K jeho vrcholným dílům patří síťová klenba presbytáře svatovítské katedrály (později často opakovaná u jiných staveb), Karlův most se Staroměstskou mosteckou věží (se síťovou klenbou „milevského“ typu v průjezdu) a katedrální chór kostela sv. Bartoloměje v Kolíně. Od roku 1388 působí Parléřova dílna při stavbě katedrály v Kutné Hoře. Dílna Petra Parléře má zásadní význam při zrodu pozdně gotického slohu v architektuře a tzv. krásného slohu v sochařském umění.

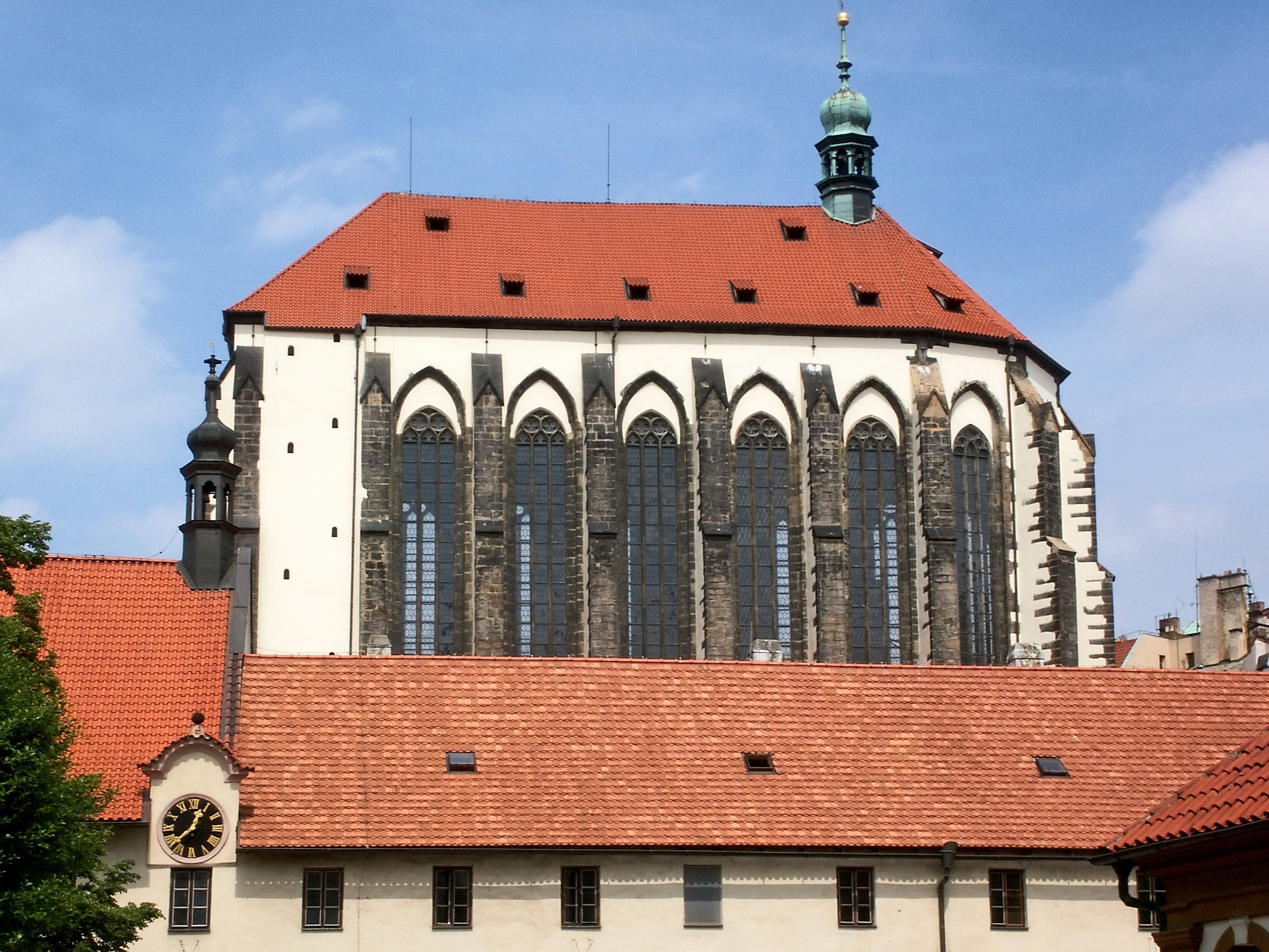
Kostel Panny Marie Sněžné na Novém Městě

### Pražské městské kostely
V Praze dochází k nebývalému stavebnímu rozmachu, kdy vyrůstá řada nových kostelů především v Novém Městě, s přesahem činnosti do Starého Města a na Malou Stranu. Patří sem např. monumentální torzo kostela Panny Marie Sněžné, dále kostel sv. Jindřicha, sv. Štěpána, klášter Na Slovanech, kostel Panny Marie na Trávníčku, sv. Apolináře, Panny Marie a Karla Velikého na Karlově, sv. Michala v Opatovicích, Petra a Pavla na Vyšehradě, Panny Marie před Týnem, sv. Haštala, sv. Martina ve zdi, Betlémská kaple, sv. Tomáše na Malé Straně atd.

### Mimopražské městské kostely
Zároveň s pražskými kostely vzniká řada působivých městských kostelů po celé zemi, k nejvýznamnějším patří kostely v Hradci Králové, Nymburce, Rakovníku, Slavonicích, kostel sv. Bartoloměje v Plzni, kostely v Chrudimi, Vysokém Mýtě, Ústí nad Labem (presbytář), Tachově, Prachaticích (presbytář), Ledči nad Sázavou, Horšovském Týně atd.

### Klášterní stavby
K významným klášterním stavbám patří augustiniánské kláštery v Brně (s kostelem sv. Tomáše) a Litomyšli, dále pak křížové chodby u olomouckého dómu a kostela sv. Michala.

### Kostely

#### Síňové kostely
Ve vrcholné gotice zcela převládl typ síňových trojlodních kostelů se stejně vysokými loděmi, zaklenutými na pilíře. K nejkrásnějším příkladům patří kostel sv. Jakuba v Kutné Hoře, farní kostel v Jindřichově Hradci, kostel sv. Mikuláše v Jaroměři (s velkým ohlasem ve Slezsku), kostel sv. Mikuláše ve Znojmě, kostel Panny Marie a presbytář kostela sv. Jana Křtitele v Opavě, zřícenina klášterního kostela v Panenském Týnci, kostel ve Dvoře Královém nad Labem, kaple Božího Těla a kostel Nejsvětější Trojice v Kutné Hoře atd.

#### Dvojlodní rožmberské kostely

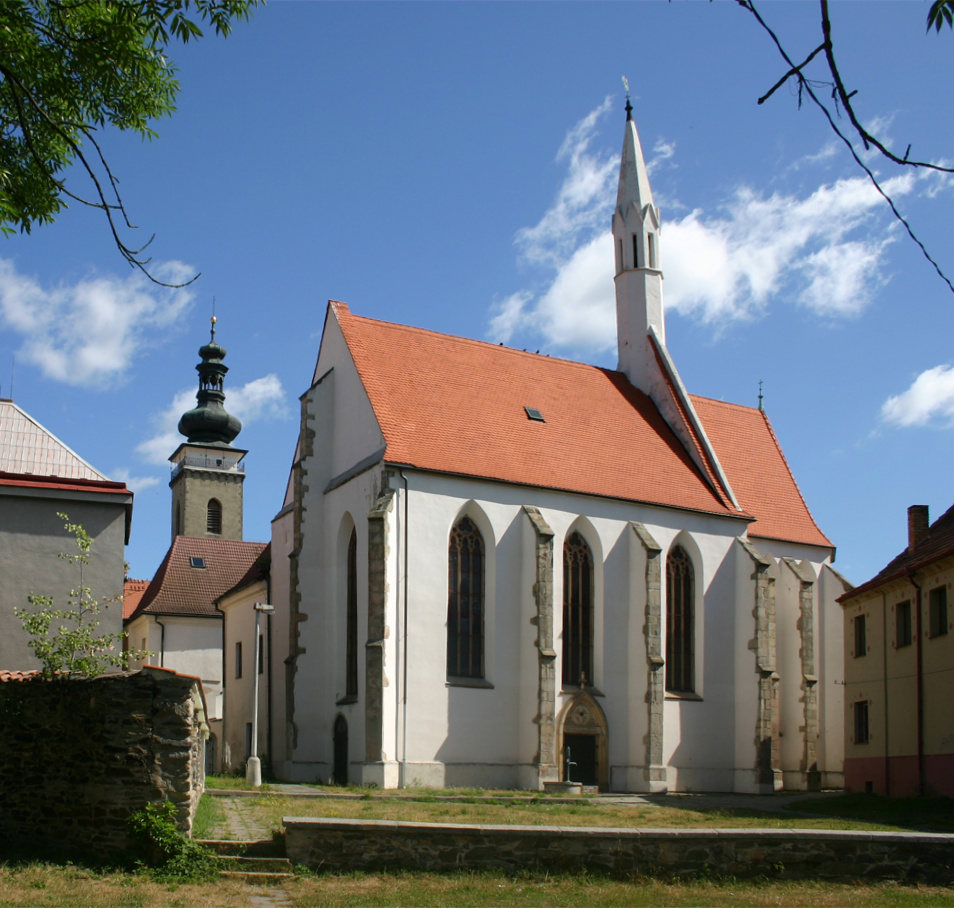
Hřbitovní kostel v Soběslavi

V jižních Čechách na rožmberském panství vzniklo naprosto osobité řešení – dvoulodní kostely zaklenuté na štíhlé podpory v ose stavby. Nejvýznamnější stavbou tohoto typu je kostel sv. Jiljí v Třeboni, k dalším příkladům patří dva kostely v Soběslavi, později přestavěné kostely v Miličíně a Bavorově, na Moravě pak kostely v Telči, Letovicích a Velké Bíteši. Zvláštním případem jsou dvoulodní kostely bez presbytáře (Domažlice, Havlíčkův Brod). Jistou vazbu na tento typ vykazují kostely a kaple s klenbou podepřenou střední podporou (Loučim, kaple sv. Mikuláše v kostele v Jindřichově Hradci, Vetlá, kostnice v Sedlci u Kutné Hory).

#### Jednolodní kostely
Kostely s jedinou lodí tvoří velmi početnou skupinu staveb, reprezentované např. kostelem sv. Kateřiny v Olomouci, kostely ve Slavětíně (o nadprůměrné úrovni), Sedlčanech a Nezamyslicích.

#### Kostely se síťovou klenbou

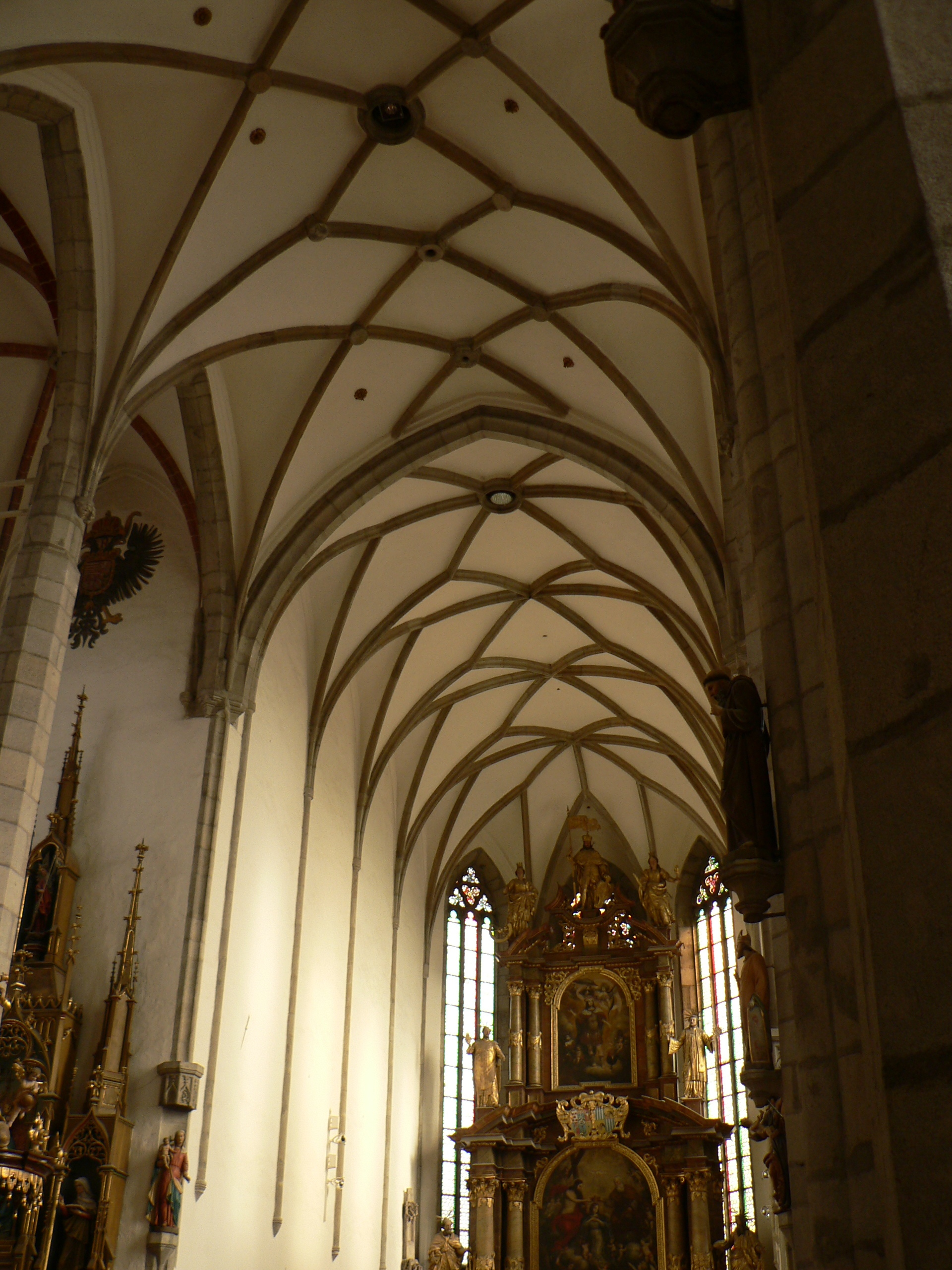
Síťová klenba kostela v Českém Krumlově – v presbytáři milevského, v lodi svatovítského typu

Ve vrcholné gotice došlo mimo jiné ke změně v pojetí kleneb. Klenby ztrácejí svůj hloubkový rytmus a dynamiku, místo toho nastupuje jejich bezsměrnost a statičnost. Mimo vzácné použití hvězdových kleneb se velmi rozšířily klenby síťové, vycházející ze dvou parléřovských zdrojů. Prvním je tzv. „milevský“ typ vzájemně se protínajících šesticípých hvězd, použitý poprvé v malé míře v průjezdu Staroměstské mostecké věži a v dokonalém provedení pak v presbytáři hřbitovního kostela sv. Jiljí v Milevsku. Druhým je tzv. „svatovítský“ typ, vycházející ze vzorce klenby presbytáře katedrály sv. Víta na Pražském hradě. Oba typy se objevují v jedné z nejdokonalejších staveb tohoto období, kostele sv. Víta v Českém Krumlově.
K dalším významným kostelům tohoto typu patří stavby v Klatovech, Libčevsi a Suchdole nad Lužnicí.

### Městské stavby
Z období vrcholné gotiky se alespoň v jádru dochovalo na českém území několik tisíc domů. K nejvýznamnějším stavbám tohoto typu patřily městské radnice (v Praze Staroměstská a Novoměstská, dále např. Kadaň, Mělník, Litoměřice, Olomouc), výjimečnou stavbou je i pražské Karolinum.

### Vrcholně gotické hrady
V době Lucemburků pokračuje výstavba dalších hradů a přestavby hradů starších. Štíhlé hlásky jsou nahrazovány hranolovitými věžemi, které postupně splývají se stavbami paláců do sevřených útvarů. K významným stavbám této doby patří tyto hrady – Okoř, Kost, Velhartice, Lipnice, Kašperk, Radyně, Karlštejn, Dívčí Kámen, Helfenburk, dolní hrad Veveří, Točník, Krakovec.

## Pozdní gotika
Po násilném přerušení vývoje husitskými válkami nadešlo nejdříve období útlumu. Budovalo se nejprve pouze ve městě Tábor, za vlády Jiřího z Poděbrad docházelo spíše ke konzervativním dostavbám a nápravám škod. K dalšímu výraznému rozkvětu stavební činnosti došlo za vlády Jagellonců.

### Hradní huť – Spiess, Rejt

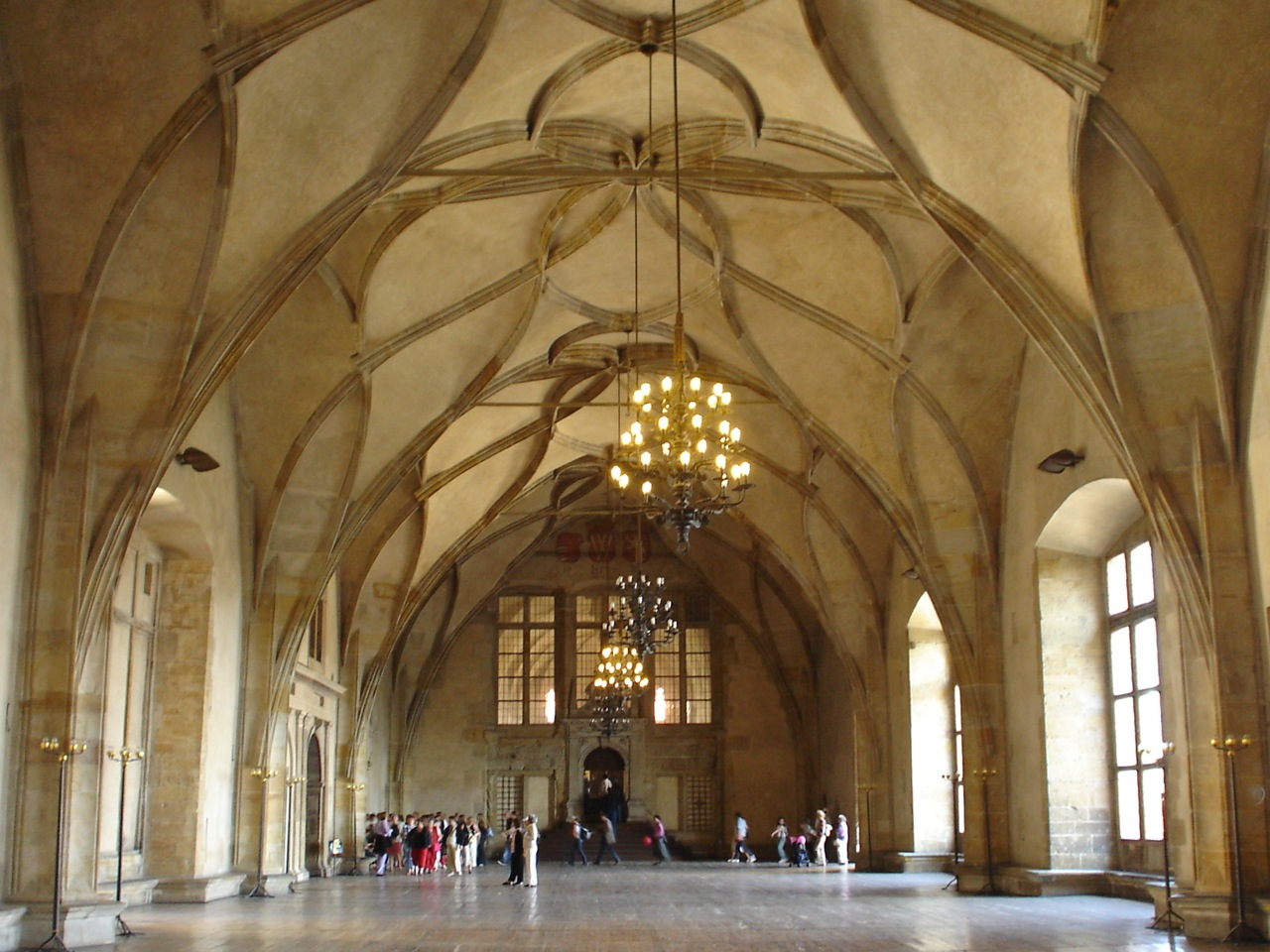
Vladislavský sál na Pražském hradě

Vladislav II. Jagellonský se pustil do činnosti na dostavbě neobývaného Pražského hradu. V čele hradní huti se objevili významní umělci z německých zemí, jako Hans Spiess a především Benedikt Rejt. Pod jejich vedení došlo k dostavbě královského paláce na Pražském hradě, který byl obohacen o unikátní stavby – audienční síň, Starou sněmovnu, Ludvíkovo křídlo, Jezdecké schody a především o monumentální Vladislavský sál s krouženou klenbou. Hans Spiess se podílel na dalších podnicích, jako na stavbě hradní kaple na hradě Křivoklát nebo na stavbě kostela sv. Petra a Pavla v Mělníce.
Benedikt Ried odešel po zastavení práce hradní huti (1511) do Kutné Hory, kde nádhernou krouženou klenbou uzavřel stavbu katedrály sv. Barbory. Jeho kameníci se zde podíleli na řadě dalších staveb (kamenné domy, Kamenná kašna, Hrádek). V závěru své činnosti odešel Ried stavět obranný systém jihočeských hradů Švihov, Rabí a Blatná.

### Matěj Rejsek z Prostějova
Další významnou postavou pozdní gotiky byl český mistr Matěj Rejsek z Prostějova (1445–1506). Po příchodu z Moravy vstoupil do staroměstského kamenického cechu, v jehož rámci se podílel na pracích u Králova dvora na Starém Městě v Praze. Jeho nejvýznamnější stavbou zde se stala Prašná brána. Po přesídlení krále na Pražský hrad (roku 1489) odešel do Kutné Hory, kde se věnoval (před Rejtem) dostavbě katedrály sv. Barbory.

### Rožmberská stavební huť

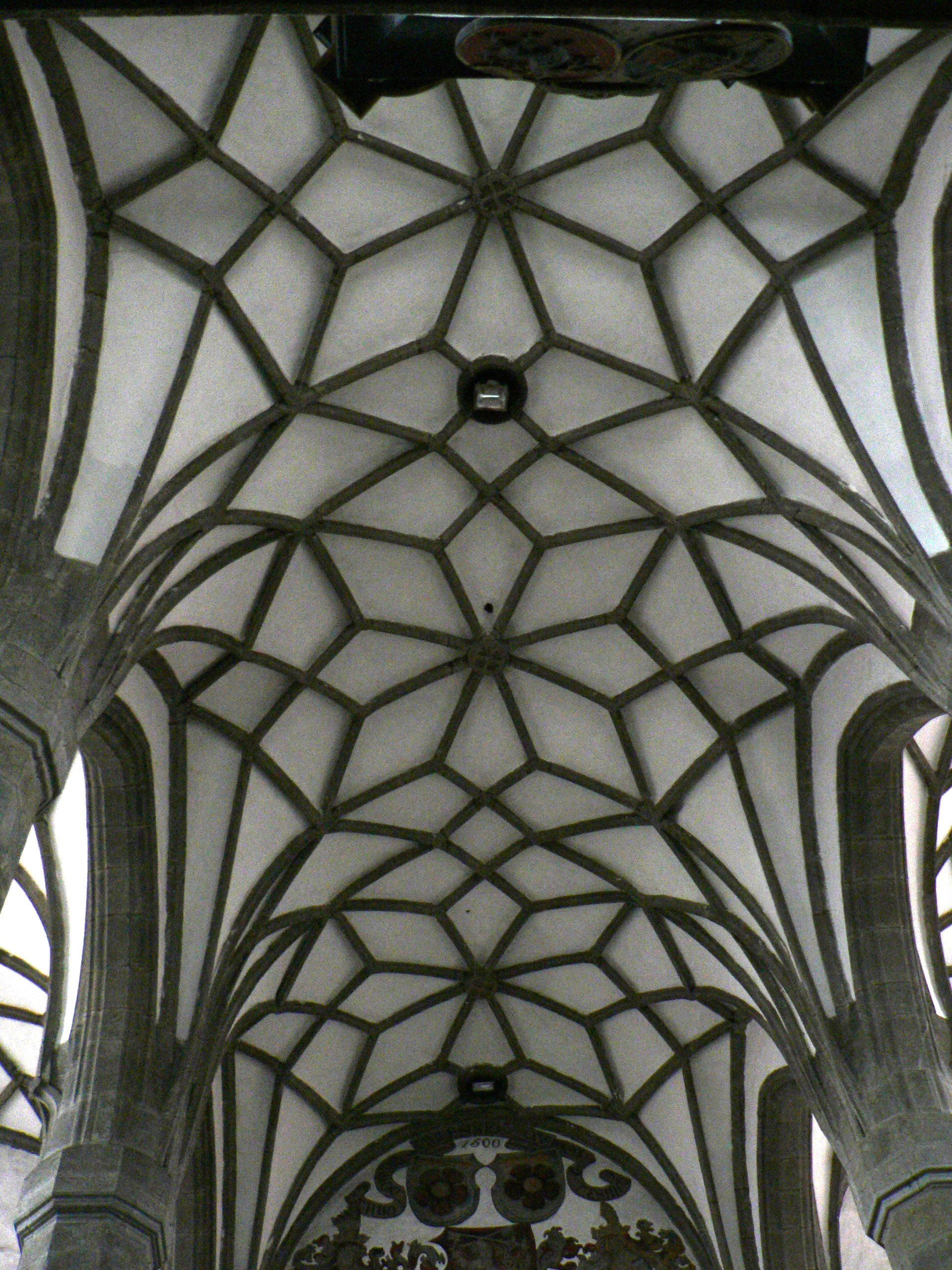
Klenba kostela v Prachaticích

Po přesídlení krále do Budína ustala stavební činnost v Praze. Umělci se rozešli do různých směrů, část z nich našla uplatnění na rožmberském panství v jižních Čechách. Petr z Rožmberka zde legalizoval stavební huť, která byla podřízena Pasovu (1497). Při její činnosti vznikla řada slohově jednotných a čistých staveb. Některé využívaly konzervativní předhusitské vzory síťových kleneb (klášter Borovany, kostely v Žumberku a Horní Stropnici), především se objevily nové vzory s protínajícími se žebry či štukovými žebry plnícími již jen dekorativní funkci. K těmto stavbám patří kostely ve Chvalšinách (raný typ) a Zátoni, dvoulodní síně v Kájově a Hořicích na Šumavě, vrcholné síně v Dolním Dvořišti, Prachaticích, Českém Krumlově (minoritský klášter), Trhových Svinách a Rožmberku nad Vltavou. Mimo tyto hlavní stavby sem patří např. kostely v Suchdole nad Lužnicí, Přední Výtoni, Nových Hradech aj.

### Stavby pánů z Hradce
V oblasti Jindřichova Hradce, Telče a Slavonic vznikla na konci 15. století řada cenných staveb – Špulířská kaple v kostele Nanebevzetí Panny Marie v Jindřichově Hradci, síňová dvoulodí v kostele sv. Jakuba v Telči (rané, model pro ostatní), Českém Rudolci, Lidéřovicích, Slavonicích, Cizkrajově, Pacově a Starém Městě pod Landštejnem.

### Severní Čechy, sklípková klenba
V oblasti Podkrušnohoří a Podkrkonoší se střetávali umělci z pražských hutí s umělci přicházejícími ze Saska (Míšeň, Annaberg). V rámci jejich činnosti vznikly významné kostely v Mostě a Chomutově, zámky v Hrubém Rohozci a Benešově nad Ploučnicí.
Z oblasti Míšně se sem dostal také nový, složitý typ klenby – sklípková (diamantová), krajně dekorativní, již bez žeber. Poprvé se ve velké míře uplatnila při stavbě kláštera v Kadani a stala se velkou inspirací, která se rozšířila až do jižních Čech (Bechyně, Soběslav, Tábor, Blatná, Bělčice, Nezamyslice, Horažďovice, Slavonice).

### Stavby pánů z Pernštejna

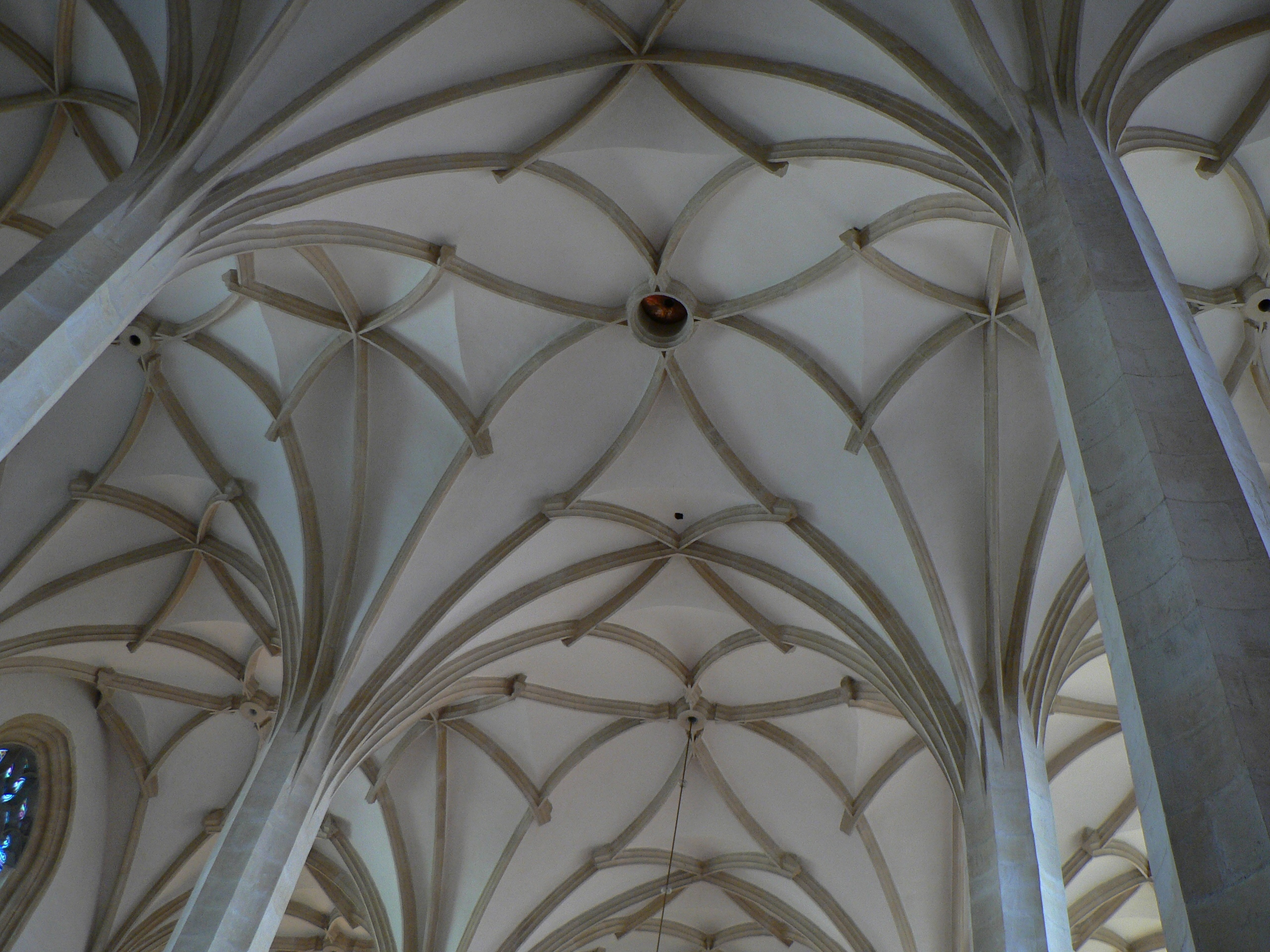
Klenba kostela v Lounech

Na sklonku gotického období došlo také k velkému stavebnímu rozmachu na východočeském panství Pernštějnů. K nejvýznamnějším stavbám patřily hrady Kunětická hora a Pardubice. V Pardubicích vznikla stavební huť, která se mimo jiné podílela také na stavbě kostela sv. Mikuláše v Lounech, na panství pak budovala kostely v Chrudimi, Čáslavi a hrad Pernštejn. Na několika stavbách se objevily sklípkové klenby.

### Pozdní gotika na Moravě, Pilgram
Na Moravě došlo k významným stavebním podnikům ve třech oblastech. První bylo jihomoravské Znojmo, kde byl dobudován kostel sv. Mikuláše. V biskupské Olomouci bylo zaklenuto síňové trojlodí kostela sv. Mořice v Olomouci. Na samý sklonek moravské gotiky pak patří působení Antonína Pilgrama v Brně. K jeho nejvýznamnějším dílům patří zdejší kostel sv. Jakuba a portál Staré radnice se zkroucenou fiálou. Odchodem Pilgrama do Vídně se gotické období na Moravě uzavírá.